# Klaus Störtebeker
Klaus Störtebeker, nemški pirat, * 1360, Wismar, † 20. oktober 1401.
1. 1 2 3  Record #118755501 // Gemeinsame Normdatei — 2012—2016.